# Ааронов, Александр Геннадиевич
Алекса́ндр Лаши́нский-Ааро́нов (род. 11 сентября 1992, Запорожье, Украина) — израильский хоккеист, вратарь, тренер.

## Карьера
Начал заниматься хоккеем в 10 лет. Тренировался в детской команде клуба из Бат-Яма. В сезоне 2009/2010 дебютировал в чемпионате Израиля. Он играл за клуб из Бат-Яма и занял вместе с ней второе место. В том же сезоне играл за юношескую сборную Израиля. В сентябре 2010 года Александр участвовал в
континентальном кубке 2010/2011.
Пройдя в Финляндии курс тренеров хоккейных вратарей, также занимается тренерской работой.